# Sonic Youth
Sonic Youth — американская группа экспериментального рока, образованная в Нью-Йорке в 1981 году и распавшаяся в 2011 году. Четырьмя постоянными участниками Sonic Youth были Тёрстон Мур (вокал и гитара), Ли Ранальдо (вокал и гитара), Ким Гордон (вокал, бас, гитара) и — с 1985 года — Стив Шелли (ударные). Начав свой творческий путь в рамках направления No Wave, группа перешла впоследствии к работе в широком стилистическом диапазоне, сохранив верность «шумовой» эстетике Velvet Underground и Stooges, но обогатив её элементами арт-перформанса, постпанка и авангарда. Особое место в творчестве группы занимали эксперименты с гитарным звуком, в ходе которых она открыла для себя новые возможности использования диссонансных структур и фидбэка. 
Творчество Sonic Youth оказало значительное влияние на развитие альтернативного рока.

## История
История Sonic Youth берёт начало в 1976 году, когда Тёрстон Мур (англ. Thurston Moore) прибыл из Коннектикута в Нью-Йорк, здесь стал завсегдатаем клуба CBGB, увлёкся панк-роком и вскоре вошёл в состав гитарного квартета The Coachmen. В числе фанатов группы оказался Ли Ранальдо (англ. Lee Ranaldo), студент Бингхэмптонского университета и одновременно — гитарист ансамбля Гленна Бранки, андеграундного создателя «гитарных симфоний».
Вскоре The Coachmen распались, и Мур начал репетировать со Стейтоном Мирандой (англ. Stanton Miranda). Участницей группы последнего (называвшейся CKM) была начинающая художница Ким Гордон (англ. Kim Gordon), незадолго до этого закончившая художественный колледж. С ней Мур собрал новый состав, который, меняя названия — Male Bonding, Red Milk, наконец, The Arcadians, — стал постепенно частью нью-йоркской no-wave-сцены.
Свой первый концерт The Arcadians дали в июне 1981 года в программе Noise Fest: этот фестиваль «художественного шума», в организации которого Мур и Гордон принимали непосредственное участие, проходил в течение 9 дней в нью-йоркской художественной галерее White Columns. Выступивший здесь же ансамбль Бранки произвёл на Мура сильнейшее впечатление. «Это был самый дикий гитарный бэнд, какой я когда-либо видел», — говорил он. Сразу же после выступления Бранки и его музыкантов, Мур попросил Ранальдо присоединиться к Arcadians. Предложение было принято, и несколькими днями позже состав, дополненный клавишницей Энн ДеМаринис (англ. Ann DeMarinis) и барабанщиком Ричардом Эдсоном, участником Konk (там он играл на трубе) выступил на фестивале повторно. Лишь после этого Мур переименовал группу в Sonic Youth, первый элемент нового названия заимствовав из прозвища гитариста MC5 Фреда «Sonic» Смита, второй — из регги-культуры. «Как только Тёрстон придумал это название, тут же возникло определённое звучание, уже более созвучное нашим истинным устремлениям», — вспоминала Гордон.

### 1982—1984
В 1982 году ДеМаринис покинула Sonic Youth (её присутствие в группе оказалось документировано лишь кассетой Noise Fest, вышедшей приложением к журналу ZG Magazine в 1982 году). Уже без неё Sonic Youth выпустили дебютный Sonic Youth EP: он был записан на концерте группы в нью-йоркском Radio City Music Hall в декабре 1981 года, а вышел на Neutral Records, лейбле Гленна Бранки. Музыкальное содержание альбома составляли в основном волны гитарного фидбэка, под которые Гордон и Мур произносили монотонные монологи о смерти и городском разложении (эти две темы в no-wave были основными).
В интервью Boston Phoenix Тёрстон Мур так говорил о раннем творчестве группы:

В самом начале мы лишь реагировали на окружавший нас мир, сопротивляясь тогдашним нормам. Мы пытались возродить и осовременить нравившиеся нам элементы <звучания> таких групп, как The Stooges и MC5.Оригинальный текст (англ.)when we started we were being very reactionary, pulling against the norm at the time [and] trying to bring back and update the elements we liked that came out of bands like the Stooges and the MC5.
В 1983 году Эдсон покинул состав и начал карьеру в кинематографе; впоследствии он снялся в таких фильмах, как «Более странно, чем в раю» и «Делай как надо!».
Второй (и первый полноформатный) альбом Confusion is Sex (1983) записывался с новым ударником Бобом Бертом при участии Джима Склавуноса (англ. Jim Sclavunos). Здесь (во многом благодаря мастерству нового барабанщика) «гитары получили большую свободу и обеспечили результат: радостно-напряжённый анархо-хаос». В качестве первого свидетельства того факта, что группа способна играть жёсткий рок, критика отметила версию «I Wanna Be Your Dog». Как отмечают рецензенты Trouser Press, «…пластинка выдержала испытанием временем: если в момент выпуска стена шума и фидбэка многим казалась непроницаемой, то сейчас многое здесь звучит не менее современно, нежели эмбиентные звуковые пейзажи, созданные впоследствии The Orb или Aphex Twin». К моменту выхода альбома Тёрстон Мур и Ким Гордон стали мужем и женой.
В 1983 году Sonic Youth приобрели автофургон и принялись колесить по США, играя в небольших залах и приводя немногочисленную публику в совершенный экстаз.
О концертах группы заговорила альтернативная пресса; музыкальная критика прежде всего обратила внимание на новаторский инструментальный тандем Мура и Раналдо, которые выходили на сцену, имея в арсенале с десяток необычно настроенных гитар, каждая из которых была ещё и оборудована встроенными объектами (отвёртками, барабанными палочками и т. д.), так или иначе помогавшими им в извлечении звука. Вокруг Sonic Youth сформировался своего рода культ, участниками которого были и музыканты — таких групп, как Meat Puppets, Minutemen, Black Flag.
За европейским турне последовал Kill Yr Idols EP, выпущенный германским лейблом Zensor Records. Сюда вошли две старых вещи и три новых. Позже материал мини-альбома был включен в CD-версию альбома Confusion Is Sex, выпущенную DGC.

### 1984—1986
В 1984 году Sonic Youth подписали контракт c Blast First Records: этот новый лондонский лейбл незадолго до этого подписал также Лидию Ланч, с которой Тёрстон играл в группе In Limbo (где участвовали Эдсон и Джим Склавунос на саксофоне). Sonic Youth, в свою очередь, уговорили Blast First пригласить к себе Big Black и Butthole Surfers, что имело важное историческое значение для сближения двух инди-сцен, британской и американской. Параллельно за распространение продукции Sonic Youth взялись Rough Trade в Британии и Homestead в США. Однако концертный Sonic Death: Sonic Youth Live был выпущен (на кассете) лейблом Ecstatic Peace.
В 1985 году Sonic Youth покинули Homestead (сохранив контракт с Blast First, где продолжали выходить их британские и европейские релизы) и подписали контракт с SST Records, лейбле, принадлежавшем Black Flag (где, наряду с последними, записывались также Hüsker Dü). Здесь и вышел альбом Bad Moon Rising, обративший на себя внимание серьёзной музыкальной критики, прежде всего, британской. Рецензенты отметили, что «первым шагом из арт-гетто» явился трек «Death Valley '69», дуэт Мура и Лидии Ланч, кошмарное воспоминание об ужасах, связанных с убийствами, совершённым бандой Мэнсона.
После выхода Death Valley 69 EP (трек из которого «Satan Is Boring» был включен бонусом в перевыпуск альбома) Боба Берта заменил Стив Шелли (Steve Shelley, род. 23 июня 1962 года в Мидленде, штат Мичиган), игравший с Crucifucks, а до этого с Spastic Rhythm Tarts. (Берт сначала перешёл в Pussy Galore, позже основал собственную группу.)

### 1986—1989
Свой следующий альбом EVOL (1986) Sonic Youth выпустили также на SST Records. Именно приход Шелли, по мнению многих критиков, предопределил успех пластинки, в которой, наряду со сверхдинамичными вещами («Expressway to Yr. Skull», известной также под двумя альтернативными заголовками: «Madonna, Sean And Me» и «The Cruxifiction Of Sean Penn».) наметились и поп-мотивы («Star Power», «Bubblegum» кавер Кима Фоули). Лейбл Sub Pop включил трек «Kill Yr Idols» в исторически важную компиляцию Sub Pop 100.

#### Sister
За исключением песни «White Kross» (появившейся в мае 1986 года) весь материал альбома Sister был написан в ходе осеннего E.V.O.L.-тура 1986 года, совместного с Firehose. Затем группа отправилась в студию Sear Sound и в марте-апреле 1987 года записалась на 16-дорожечной аппаратуре. К 9 оригинальным композициям был добавлен кавер на песню Crime «Hot Wire My Heart». Трек «Master-Dik» был записан при участии Джея Маскиса, гитариста Dinosaur Jr. В этом альбоме группа впервые использовала акустическую гитару и муг-синтезатор; Мур, кроме того, временно вернулся к бас-гитаре (впервые после альбома Confusion is Sex).

Альбом Sister вышел в июне 1987 года на SST в США и Blast First в UK. Его название и некоторые идеи, как рассказал в интервью журналу Q Тёрстон Мур, «имели отношение к биографии писателя Филипа К. Дика, у которого была сестра-близнец, умершая вскоре после появления на свет». В ряде песен альбома Филип К. Дик цитируется дословно.
Sister оказался единственным альбомом Sonic Youth, не имевший синглов, хотя к песне «Beauty Lies In The Eye» был снят видеоклип. Как и E.V.O.L., новый альбом получил хорошие рецензии в мейнстримовых изданиях (в частности, в Rolling Stone). Рецензенты Trouser Press охарактеризовали его как «…альбом более тёплого, но вместе с тем по-прежнему компактного звучания, построенного на контрастах, в частности между гитарным диссонансом и вокальной гармонией Мура и Гордон».
После успеха Sister группа вошла в число лидеров американского альтернативного рока. О влиянии, которое оказал на них непосредственно этот альбом, впоследствии говорили музыканты групп Sebadoh и Pavement.
18 июня 1987 года в студии женевской радиостанции Sonic Youth записали Master-Dik EP, отчасти — «сателлит» альбома, но в ещё большей степени — «предисловие» к The Whitey Album. В сентябре-октябре группа провела американское турне в ходе которого, помимо песен нового альбома, играла 4 кавера Ramones. Чикагский концерт Sonic Youth 14 октября в Чикаго был выпущен официально под заголовком Hold That Tiger.

#### The Whitey Album
The Whitey Album (1988), записанный при участии Майка Уотта (тогда — бас-гитариста Firehose, уже сотрудничавшего с группой на E.V.O.L.), вышел на лейбле Enigma Records под «вывеской» Ciccone Youth и стал своего рода ироническим трибьютом Мадонне, которая одно время жила по соседству с участниками Sonic Youth в нью-йоркском даунтауне и имела с ними общих приятелей.
Альбом был записан после долгих гастролей, когда группа, в качестве отдыха, решила, по словам Мура, «сделать пластинку, которая была бы совершенно освобождена от любых заранее подготовленных авторских идей».

#### Daydream Nation
В сентябре 1988 года Ким Гордон взяла себе краткосрочный отпуск и вместе с Лидией Ланч провела турне в составе трио Harry Crews. Сразу же после её возвращения был выпущен двойной альбом Daydream Nation, записанный в июле-августе 1988 года в студии на нью-йоркской Грин-стрит с продюсером Николасом Сансано. (Выпущенный на CD одноимённый EP был не более, чем семплером альбома.) Альбом, в котором получили развитие все находки и открытия E.V.O.L. и Sister, вышел на Enigma Records и для группы стал прорывным.
Именно Daydream Nation, в котором шумовые эксперименты органично соединились с запоминающимися мелодиями («Teen Age Riot», «Silver Rocket»), многие критики считают лучшим в карьере группы. Как писал позже Rolling Stone, «…Daydream Nation явил миру идеальный американский гитарный бэнд на пике своего могущества и ясновидческого гения».
В 2006 году Мур в журнале Filter так характеризовал пластинку: «Праздник бескрайней дикости, каковой является музыкальная Америка… Ни пределов, ни границ. Ощущение тайны… Этот альбом сделал нас знаменитым, нравилось нам это или нет».
Впоследствии альбом вошёл во множество «почётных списков»: «101 важнейший гитарный альбом» (Guitarist, 2000, #11), 99 лучших альбомов 1985—1995 годов (Alternative Press, 1995, #51), 80 лучших альбомов 80-х (Q, 2006 #30), 100 лучших альбомов альтернативного рока (Spin, 1995, #9), 100 лучших альбомов 80-х (Pitchfork Media, 2002, #1), 500 величайших альбомов всех времен (Rolling Stone, 2003, #329).
Из Daydream Nation вышли три сингла; первый из них, содержавший в себе концертные версии «Silver Rocket», предшествовал выходу альбома. «Teen Age Riot», песня, написанная группой для Джея Маскиса (который, по словам Мура, «в то время был самым ярким представителем слакерской культуры») и первоначально называвшаяся «Rock’N’Roll for President», стала хитом американского колледж-радио и возглавила UK Indie Chart. Пиратский релиз Daydream Nation в СССР был осуществлён лейблом AnTropillo. При этом двойник был сокращён в два раза, что вызвало крайнее недовольство участников группы.
После выхода альбома Sonic Youth провели в октябре-декабре североамериканское турне, а затем впервые в своей карьере выступили на кабельном телевидении в шоу «Night Music», исполнив «Silver Rocket» и затем призвав аудиторию спеть хором «I Wanna Be Yr Dog». Этот уникальный концерт вышел на видео «Screaming Fields of Sonic Love».
В 1989 году Sonic Youth были названы лучшей рок-группой в итоговом списке New Musical Express. Группа также возглавила списки, составленные музыкальными критиками Village Voice и Rolling Stone.

#### Визит в СССР
В апреле 1989 Sonic Youth посетили СССР и выступили в Вильнюсе, Киеве, Ленинграде и Москве. Турне из-за плохой организации оказалось провальным. В Санкт-Петербурге Дворец молодёжи на полторы тысячи мест оказался полупустым. Кроме того, музыканты остались недовольны звуком и отказались играть второй концерт. В концертном зале московской гостиницы «Орлёнок» на концерт Sonic Youth пришло не более трёхсот человек, из которых (как отмечается в биографии на muslib.ru) «примерно четверть проникла в зал явно не по билетам».

### 1990—1993
При том, что Daydream Nation собрал восторженные рецензии по обе стороны океана, лейбл Enigma, оказавшийся к этому моменту на грани банкротства, с промоушном и распространением не справился. В 1990 году Sonic Youth подписали большой контракт с DGC/Geffen, сохранив полный творческий контроль за своей продукцией.

#### Goo
Вышедший на Geffen альбом Goo (1990) имел более компактное, в сравнении с прежним, звучание, но сохранил все узнаваемые черты стиля группы, оставшейся верной принципам нойз-эстетики. Альбом стал первым, вошедшим в Billboard Top 100 (# 96), но некоторым критикам он показался излишне претенциозным. Один из самых неожиданных треков, «Tunic», посвящён памяти Карен Карпентер.
Goo возглавил сразу несколько итоговых списков года, в частности, составленный в The New York Times Джоном Перельесом. «Гитарный звук, звенящий, грохочущий и вибрирующий; загадочные размышления о рок-звёздности и сексуальных конфликтах — всё это слишком шумно для поп-жанра, слишком компактно для рок-анархизма», — писал он.
Важной вехой в истории Sonic Youth стало турне Ragged Glory 1990 года, проведённое совместно с Нейлом Янгом и его группой Crazy Horse. Аудиторию последнего группа на свою сторону привлечь не смогла, но на прессу произвела впечатление, да и сам Янг после этого приобрел репутацию культовой фигуры в альтернативных кругах.

#### Dirty
Альбом Dirty, который Sonic Youth записали с продюсером Бутчем Вигом и звукоинженером Энди Уоллесом, создавшими звук нирвановского Nevermind, был во многом гранжевым: сказалось сотрудничество с лидерами жанра Mudhoney и Nirvana. С последними к этому времени Sonic Youth провели несколько совместных гастролей; Курт Кобейн близко сдружился с Муром и Гордон.
В альбоме Dirty группа, которую многие поспешили обвинить в уходе в мейнстрим, сделала несколько сильных политических заявлений. Как позже рассказывал Мур, «Youth Against Fascism» явилась прямой реакцией на происходившее в администрации Буша-старшего, лично против сенатора Джесси Хелмса была направлена песня «Chapel Hill», а в «Swimsuit Issue» Гордон высмеяла «День секретарш», свидетельницей перипетий которого она стала однажды в офисах компании Geffen. Альбом поднялся в списках «Биллборда» до #83, стал альтернативным хитом (впоследствии он получил и «золотой» статус), а песни «100 %», «Youth Against Fascism» и «Sugar Kane» вошли в американский Modern Rock-чарт. Как отмечал рецензент Rolling Stone, в Dirty группа отказалась от претензий на авангардность, характерных для предыдущего альбома, и в лирике приблизилась к стандартам панк-рока.
После выхода альбома группа провела Pretty Fucking Dirty Tour, в ходе которого был записан TV Shit EP, выпущенный лейблом Ecstatic Peace.

### 1994—1998
К 1994 году недавние экспериментаторы в жанре авант-нойза были провозглашены в американской прессе «мессиями современного рока»; даже журнал Vanity Fair поместил статью о Ким Гордон, назвав её «крестной матерью альтернативного рока».
Также с Бутчем Вигом Sonic Youth записали Experimental Jet Set, Trash and No Star (1994). Альбом поднялся в Billboard-чарте до #34 (и до # 10 — в Британии): оба показателя остаются для группы наивысшими. Реакция критиков на альбом (который, по оценке одного из рецензентов «…стал самым блюзовым в истории группы, не столько по форме, сколько по ощущениям») оказалась неоднозначной, его пребывание в хит-парадах было недолгим.
Как отмечают авторы статьи в Trouser Press, —

…Если прежде тексты группы напоминали граффити Нижнего Ист-сайда, то здесь стали появляться интимные, откровенные нотки, характерные для взрослых людей, приближающихся к среднему возрасту. Альбом словно бы пропитан сочувствием старшего брата к младшему — последнего олицетворяют персонажи: юный наркоман из SST («Screaming Skull»), riot grrrl («Self-Obsessed and Sexxee»), мальчик, который хочет стать девочкой («Androgynous Mind»)…
 В том же году у Мура и Гордон родилась дочь Коко Хэйли.
Sonic Youth выступили хедлайнерами на фестивале Lollapalooza 1995 года. Удовлетворения они не получили (каждый раз массы фанатов покидали площадки после того, как Hole с Кортни Лав завершали свой сет), зато на деньги, заработанные в ходе этих гастролей, обустроили себе манхэттенскую студию звукозаписи. В альбоме Washing Machine, записанном в Мемфисе, штат Теннесси, группа (как отмечают рецензенты Trouser Press) вернулась к эпическим гитарным экспериментам которые обеспечили ей концертную репутацию в середине 80-х годов, использовав циклической структуры аранжировки, развивавшие идеи краут-рока (Neu!, Can). Точкой пересечения двух линий, шумовой и мелодической, стал 19-минутный трек «The Diamond Sea» (с текстом в духе Льюиса Кэрролла). В США альбом поднялся до # 58. После выхода альбома группа провела успешное совместное турне с R.E.M.
В том же году вышел Screaming Fields of Love: коллекция из 17 треков, набранных из ранних альбомов и призванная послужить «вводной частью» для аудитории нового поколения. Альбом Made in USA (1996) (неожиданно разреженный и почти атмосферный в звуке) — это саундтрек, в который вошли инструментальные композиции и песни, написанные для фильма с участием Кристофера Пенна и Лори Сингер, изданным лишь на видео. Sonic Youth продолжали то работать для массовой аудитории (в The Simpsons они появились в качестве рисованых персонажей), то возвращаться к авангардным экспериментам (значительный резонанс имело их выступления в нью-йоркском Линкольновском центре в 1997 году). Также в 1997 году Sonic Youth выступили (второй год подряд) на Tibetan Freedom Festival и записали саундтрек к фильму Ричарда Линклетера и Эрика Богосяна «Suburbia».
После этого Ким Гордон сменила бас на гитару: в результате альбом A Thousand Leaves (1998) оказался записан составом с тремя гитаристами. Впервые записавшись в своей собственной студии, Sonic Youth вплотную занялись студийными экспериментами, шумовые дорожки выведя на передний план. Также в 1999 году в серии SYR вышел двойной альбом Goodbye 20th Century, записанный с участием сан-францисского перкуссиониста Уильяма Уайнэнта (William Winant), в котором группа исполнила композиции Джона Кейджа, Стива Райха, Полин Оливейрос, Кристиана Вольфа, и других авангардистов XX века. В расширенном составе Sonic Youth провели европейские гастроли с этим материалом.

### 1999—2011
В июле 1999 года у Sonic Youth в ходе гастролей по Орэндж Каунти, Калифорния, был похищен грузовик с аппаратурой и их уникальные гитары (позже, в 2006 году часть их была возвращена). Вернувшись домой, группа вынуждена была создавать новый материал на новых, незнакомых инструментах. Джим О' Рурк (авангардный мультиинструменталист и продюсер) услышал новые вещи Sonic Youth на концерте, захотел поучаствовать в записи и был приглашён пятым участником. О содержании записанного с O’Рурком альбома NYC Ghosts and Flowers (2000) Тёрстон Мур говорил: 
В то время я по горло сидел во всех этих радикальных поэтах, таких, как Ди Эй Леви (DA Levy) и Уильям Берроуз. В основу альбома и лёг литературный американский андеграунд 60-х-70-х годов. Естественно, рекорд-компания альбом возненавидела. Как же они не хотели его выпускать! Они ждали от нас хард-рока. Ну, а мы угостили их поэзией битников. 
С О’Рурком были записаны и два следующих альбома. Murray Street (2002), названный в честь улицы, на которой расположена принадлежащая группе студия Echo Canyon, был (согласно рецензии Trouser Press) отмечен вполне жизнерадостной атмосферой и запоминающимися мелодиями. Весной 2002 года группа в качестве куратора приняла участие в фестивале All Tomorrow’s Parties в Лос-Анджелесе. В 2003 году Sonic Youth выступили на фестивале Coachella и провели короткий тур с Wilco. Летом их пригласили в своё турне возрождённые Iggy & the Stooges.
Альбом Sonic Nurse (2004) во многом ознаменовал для группы возврат к идеям и принципам Daydream Nation; значительное внимание в его текстах было уделено всевозможным странностям поп-культуры (в частности, деталям жизни Мэрайи Кэри). Альбому сопутствовала видеокомпиляция, охватывавшая всю историю развития группы. После выхода Sonic Nurse O’Рурк вышел из состава и занялся кинематографическими проектами.
Уже без него группа выпустила SYR 6, запись благотворительного концерта для Anthology Film Archives, в котором на ударных сыграл Тим Барнс (англ. Tim Barnes). В 2008 году в SYR-серии вышли J’Accuse Ted Hughes (только на виниле) и Andre Sider Af Sonic Youth, запись импровизированного выступления группы на Roskilde Festival (2005).
Последним релизом группы на Geffen Records стал Rather Ripped, вышедший 13 июня 2006 года. Большая часть материала здесь звучит компактно; общая структура словно бы повторяет план Experimental, Jet Set, White Trash and No Star. Как отмечают рецензенты Trouser Press, «…даже продолжительные вещи выстроены логично и убедительно, здесь нет свободных импровизаций. Новый статус обретает Гордон: её песни („Reena“, „Turquoise Boy“, „The Neutral“) впервые даже превосходят по качеству материал Мура». Рецензент Los Angeles Times, отметив склонность группы к «прыжкам в звуковые бездны» и всевозможным «инструментальным отклонениям», отметил, что сила альбома — во «множестве запоминающихся мелодий, сработанных умно и эффективно».
В 2008 году была издана биография группы «Goodbye 20th Century: A Biography of Sonic Youth», написанная журналистом Дэвидом Брауном.
9 июня 2009 года на Matador Records вышел новый, 16-й студийный альбом группы The Eternal, записанный с продюсером Джоном Аньелло в Хобокене, Нью-Джерси. Рецензенты отметили его как самый стилистически разнообразный за всю историю группы. Альбом был записан при участии Майка Айболда, бас-гитариста Pavement. Журнал Rolling Stone лучшей песнью альбома назвал «Malibu Gas Station», согласно комментарию на обложке, — «посвящение фотоаппарату, начинающему действовать в тот момент, когда вы выбираетесь из автомобиля, не имея на себе трусиков».
18 апреля 2009 года был выпущен сплит-сингл с панк-рок исполнителем Джеем Ритардом.
Sonic Youth написали музыку к французскому фильму-триллеру «Симон Вернер исчез…», премьера которого состоялась 10 мая 2010 года на кинофестивале в Каннах.
14 октября 2011 года, Ким Гордон и Тёрстон Мур объявили о своём разводе после 27 лет совместной жизни. Позже Ли Ранальдо сказал, что Sonic Youth «уходят на какое-то время», а также: «Я настроен оптимистично насчёт будущего независимо от того, что сейчас происходит». В ноябрьском интервью в 2013 году, Ранальдо ответил на вопрос «Воссоединятся ли когда-нибудь Sonic Youth?»: «Боюсь, что нет. Все заняты своими проектами, кроме этого, Тёрстон и Ким не очень ладят друг с другом после их разрыва. Думаю, вы можете поставить крест на Sonic Youth, так же как и на Майке Келли и Лу Риде. Пусть все они покоятся с миром».
В 2016 году стало известно о том, что Sonic Youth выпустит альбом неизданных песен. В сборник, который получил название Spinhead Sessions, войдут ранние демозаписи музыки к фильму «Сделано в США» (англ. Made in U.S.A.) Кена Фридмана (1987). Это первый саундтрек Sonic Youth для кино. Саундтрек был написан в 1986 году на студии Spinhead в Голливуде. Альбом будет полностью инструментальным, гитарист Тёрстон Мур описал его как «перекрученные веретеном ритмы и неспешные потоки шума и мелодий».
25 июня 2019 года The New York Times Magazine назвал Sonic Youth среди сотен исполнителей, чей материал, как сообщается, был уничтожен во время пожара в Universal Studios Hollywood 2008 года.

## Альбомы серии SYR
В 1997 году Sonic Youth начали выпускать экспериментальные (и в основном инструментальные) альбомы в рамках SYR-серии, первоначально выходившие только на виниле. В основу каждого такого диска закладывалась, как правило, некая основная тема, вокруг которой разворачивались затем пространные импровизации при участии приглашенных музыкантов. Открывает серию SYR1 (Anagrama, 1997) с названиями композиций на французском языке: сравнительно компактный импровизированный этюд в духе фри-джаза. Заглавный трек (выполненный в соответствии с принципами деконструктивизма) Trouser Press называет одним из лучших произведений всей серии.
SYR2 (Slaapkamers Met Slagroom, Bedrooms With Whipped Cream, нидерл.) содержит 18-минутный центральный трек и два незначительных звуковых наброска. SYR3 (Invito al Cielo — An Invitation to Heaven, эсперанто) записан с Джимом О’Рурком: именно он добавляет «атмосферности» к общему звучанию.
SYR4 (Goodbye 20th Century, 1999) — двойной альбом, вобравший в себя произведения известнейших композиторов-авангардистов прошлого века (Джон Кейдж, Стив Райх и другие), — был записан при участии Уильяма Уайнанта. Коко Хэйли (дочь Тёрстона и Гордон) исполнила здесь партию «художественного визга» а-ля Йоко Оно.
Диск SYR5, с японскими заголовками, записан трио: Ким Гордон, Икуе Мори, Диджей Олив. SYR6 (Koncertas Stan Brakhage Prisiminimui, литовские заголовки) — сборник «случайной» музыки, записанный при участии Тима Барнса.
«Silver Session for Jason Knuth», коллаж гитарного фидбэка, имеет большое сходство с Metal Machine Music (альбомом Лу Рида), но в отличие от последнего обладает структурой и модальностью. Оценивая серию в целом, рецензенты Trouser Press отмечают, что все эти альбомы созвучны с гитарными симфониями Гленна Бранки, а «…интересны, разве что, методами, которыми здесь добывается звук… При этом сама серия в целом весьма значима, поскольку во многом возвращает группу к её корням».

## Отзывы критики
Творчество Sonic Youth 80-х годов, и прежде всего, альбомы EVOL, Sister и Daydream Nation, стали (согласно Allmusic) важнейшими вехами в развитии инди-рока. В 80-е годы Sonic Youth (согласно The Rolling Stone Encyclopedia of Rock and Roll) «…стали ярчайшим маяком альтернативного рока» и в дальнейшем продолжали оказывать огромное влияние на творчество групп нового поколения (Nirvana, Pixies и др.)

Как писал музыкальный критик Айра Роббинс: 
В отличие от других рок-революционеров последних лет, быстро сгоравших из-за неспособности противостоять враждебному миру… Sonic Youth проявили стойкость и сумели развить свои изначальные идеи, значительно возвысив их над исходным уровнем. Продвигаясь от какофонии к завораживающим звуковым красотам, квартет поднялся из андеграунда, чтобы стать эмиссарами последнего в рок-н-ролле. Sonic Youth не просто вновь сделали актуальными находки Джими Хендрикса и Velvet Underground, но переместили их в новый, свежий контекст.
В свою очередь, музыкальный обозреватель радиостанции «Говорит Москва» Антон Лемесев отмечает, что Sonic Youth развивали панк-рок посредством авангардных средств музыкальной выразительности и заимствований из академической музыки XX века.

## Состав
Последний состав
- Ким Гордон — вокал, бас-гитара, гитара (1981—2011)
- Тёрстон Мур — вокал, гитара (1981—2011)
- Ли Ранальдо — гитара, вокал (1981—2011), клавишные (2002—2011)
- Стив Шелли — ударные (1985—2011)
- Марк Айболд — бас-гитара, гитара (2006—2011)

Бывшие участники
- Энн ДеМаринис — клавишные (1981—1982)
- Ричард Эдсон — ударные (1981—1982)
- Боб Берт — ударные (1982, 1983—1985)
- Джим Склавунос — ударные (1982—1983)
- Джим О’Рурк — бас-гитара, гитара, синтезатор (1999—2005)

## Дискография
Студийные альбомы
- Confusion Is Sex (1983)
- Bad Moon Rising (1985)
- EVOL (1986)
- Sister (1987)
- Daydream Nation (1988)
- The Whitey Album (как Ciccone Youth) (1988)
- Goo (1990)
- Dirty (1992)
- Experimental Jet Set, Trash and No Star (1994)
- Washing Machine (1995)
- A Thousand Leaves (1998)
- NYC Ghosts & Flowers (2000)
- Murray Street (2002)
- Sonic Nurse (2004)
- Rather Ripped (2006)
- The Eternal (2009)